# Saving Silverman
Saving Silverman (conocida en Hispanoamérica como Tan perversa como el diablo y en España como Tres idiotas y una bruja) es una película de comedia estadounidense dirigida por Dennis Dugan y protagonizada por Jason Biggs, Steve Zahn, Jack Black, Amanda Detmer y Amanda Peet. El popular músico Neil Diamond aparece en la película en un cameo.

## Sinopsis
Darren Silverman, Wayne LeFessier y J.D. McNugent son amigos de infancia y fanáticos acérrimos de Neil Diamond. Darren conoce a Judith Fessbeggler, una mujer sin corazón totalmente incompatible con él. Por azares del destino, Judith termina enamorándose de la sensibilidad de Darren, pero lo trata muy mal y se aprovecha de su inocencia para convertirlo en su esclavo. Wayne y J.D., preocupados por el bienestar de su amigo, planean una arriesgada estrategia que consiste en secuestrar a Judith y concertar una cita entre Darren y la hermosa y dulce Sandy Perkus.

## Reparto
- Jason Biggs es Darren Silverman.
- Steve Zahn es Wayne Lefessier.
- Jack Black es J.D. McNugent
- Amanda Peet es Judith Fessbeggler.
- Amanda Detmer es Sandy Perkus.
- R. Lee Ermey es el entrenador Norton.
- Neil Diamond es él mismo.
- Kyle Gass es el tipo del bar.

## Recepción
La película tuvo una pobre recepción crítica. Cuenta con apenas un 18% de ranking aprobatorio en Rotten Tomatoes. Su consenso afirma: "Con un guion falto de lógica y personajes sin simpatía alguna, esta comedia es más cruda que divertida". En Metacritic cuenta con un puntaje promedio de 22% basado en 29 reseñas, indicando críticas generalmente negativas.